# Colletes linsleyi
Colletes linsleyi är en biart som beskrevs av Timberlake 1951. Colletes linsleyi ingår i släktet sidenbin, och familjen korttungebin. Inga underarter finns listade i Catalogue of Life.